# Inter-State Automobile Company
Die Inter-State Automobile Company war ein US-amerikanischer Automobil- und Nutzfahrzeughersteller, der von 1909 bis 1914 existierte; sie wurde nach einer Insolvenz 1914 als Inter-State Motor Company neu organisiert und bestand in dieser Form bis 1919. Der Markenname war Inter-State.

## Unternehmensgeschichte

### Inter-State Automobile Company
Das Unternehmen wurde von Thomas F. Hart im November 1908 gegründet. Der Firmensitz befand sich an der Adresse 142, Willard street in Muncie, Indiana. Hart hatte mehrere Partner, die bei der Finanzierung halfen, darunter der Geschäftsmann Frank C. Ball, Mitbegründer und Teilhaber der Ball Corporation, die zu dieser Zeit vor allem Einmachgläser herstellte. Der Name des Unternehmens und seines Produkts war das Ergebnis eines Wettbewerbs, den Hart in Muncie veranstaltet hatte.
Der erste Inter-State, 35/40 hp, war ein konventionell konstruierter Mittelklassewagen mit kräftigem und großvolumigem, seitengesteuerten Vierzylindermotor, der zunächst als Touring, Runabout oder Demi-Tonneau („close coupled“) zu je USD 1750.- erhältlich war. Eine Aufnahme eines 35/40 hp Model 28 Single Rumble Runabout legt nahe, dass es beim Roadster eine Wahlmöglichkeit bezüglich der Platzzahl gab. „Single Rumble“ bedeutet, dass hinten ein Einzelsitz anstelle des Doppelsitzes der vierplätzigen Version angebracht wurde. Die Bezeichnung 35/40 hp ist etwas irreführend. Die Leistung wurde mit 35 bhp (22,4 kW) angegeben, was gemäß Fahrzeugdaten 28,9 PS nach A.L.A.M. (Association of Licensed Automobile Manufacturers) ergeben hätte.

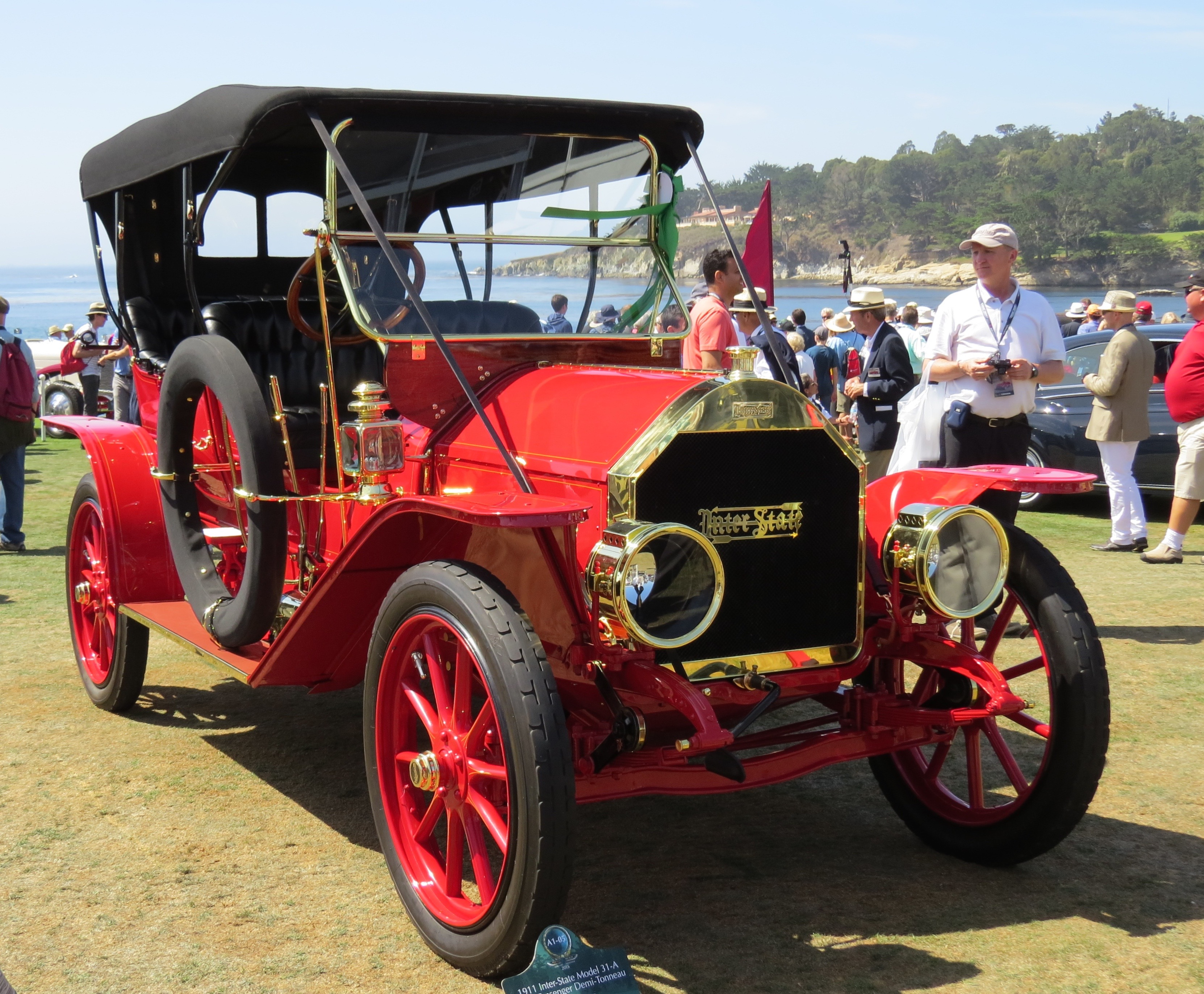
Inter-State Forty Model 31-A Demi Tonneau (1911)

Das Fahrzeug wurde für 1910 zum Inter-State Forty, erhielt einen noch größeren Motor, einen längeren Radstand und mehr Karosserievarianten. Die Bezeichnung ist von der Motorleistung (40 bhp oder 29,8 kW) abgeleitet.
Bis 1911 wurde das Angebot auf sechs offene Varianten erweitert und mit dem Fifty kam ein zweites Modell hinzu. Mit einem Listenpreis von USD 2700.- reichte dieses an die damalige Luxusklasse heran. Es wurde von einem T-Kopf-Motor angetrieben. Der Fifty war zunächst ausschließlich als großer Touring mit sieben Plätzen lieferbar.
1912 folgte eine weitere Ausweitung des Angebots. Der neue Thirty war der Forty des Vorjahres mit dessen Radstand und Motor, nun aber mit auf 30 bhp (22,4 kW) reduzierter Leistung. Der Forty erhielt einen noch größeren Motor mit nominal weiterhin 40 bhp im gleichen Fahrgestell. Er war als Roadster oder Touring erhältlich. Vom Fifty gab es nun mehr Versionen, vom Forty weniger. Die meisten Inter-State übernahmen die in Mode gekommenen, schwereren „Fore-door“-Aufbauten mit Türen zu allen Plätzen. Einzig der Thirty Roadster erhielt den speedsterartigen Aufbau des früheren Forty. Es ist wahrscheinlich, dass Hart auf diese Weise nicht nur ein „Einsteigermodell“ für USD 950.- kreierte, sondern auch Lagerbestände an noch vorhandenen Karosserien abbaute. Mit 1012 hergestellten Automobilen war dies das erfolgreichste Jahr der Gesellschaft, die sonst im dreistelligen Bereich produzierte.
Ein Markenslogan lautete: „We could get more for this car“ - „Wir könnten mehr verlangen für dieses Auto“.
Zu dieser Zeit kam es zu Verhandlungen mit Joseph J. Cole von der Cole Motor Car Company, der einen Zusammenschluss von zehn Fahrzeugherstellern aus Indiana anstrebte. Ein solcher scheiterte aber letztlich an den Bedingungen der Banken.
Das Unternehmen geriet zunehmend in Liquiditätsschwierigkeiten. Das zeigt sich auch darin, dass zwar mit dem Model 45 ein neues Sechszylindermodell erscheinen konnte, dieses aber nur in nur in einer einzigen Version (zu USD 2750.-) erhältlich war. Alle anderen Modelle wurden eingestellt.
Über Notwendigkeit und Umfang einer Finanzspritze kam es zu Auseinandersetzungen mit den Kapitalgebern. Der zeitliche Ablauf in dieser für das Unternehmen kritischen Phase ist nicht eindeutig. Er lässt sich entweder so interpretieren, dass Ball bereits Anfang 1913 eingesprungen war und die aufgelaufenen Schulden übernommen hatte, oder dass Ball erst später eingriff. Demzufolge ist nur unstrittig, dass er Schulden übernahm, aber nicht, zu welchem Zeitpunkt dies geschah. Daher wird der Sechszylinder Inter-State Model 45 je nach Quelle dem alten oder dem neuen Management zugeschrieben. Gegen die zweite Version spricht, dass Hart noch im Oktober 1913 eine freiwillige Insolvenz beantragte und dies mit „Uneinigkeit im Vorstand“ begründete, was ihn außerstande setze, Arbeitskapital zu beschaffen. Als sich selbst unter diesem Druck keine Lösung mit den Kapitalgebern abzeichnete, kam es noch Ende 1913 zu einem ordentlichen Konkursverfahren.

### Inter-State Motor Company

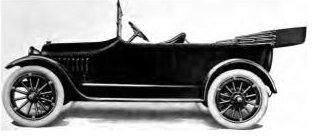
Inter-State Model T Touring (Werkbild, 1916 in verschiedenen Publikationen veröffentlicht)

Am 15. Februar 1914 übernahm Ball das Werk und Anlagen des Unternehmens  und organisierte die Inter-State Motor Company als Nachfolgerin, verbunden mit einer Neuausrichtung auf ein Marktsegment deutlich unterhalb dem bisherigen.
Einziges Modell war nun das für das Modelljahr 1915 vorgestellte Model TR (ab 1916 Modell T). Es war etwas oberhalb des dominanten Ford Model T angesiedelt und zunächst nur als fünfsitziger Touring zu USD 1000 erhältlich. Der Inter-State hatte einen über 25 cm längeren Radstand als der Ford, leistete mit etwas über 31 bhp (23,1 kW) einen Drittel mehr, kostete zunächst aber auch mehr als das Doppelte des Ford. Obwohl der Preis des Inter-State Touring im folgenden Jahr um USD 150.- auf USD 850.- reduziert wurde, verbesserte sich dieses ungünstige Preisverhältnis im folgenden Jahr nur unwesentlich, weil Ford seinerseits nur noch USD 440.- verlangte und selbst das Ende 1916 mit USD 360 nochmal deutlich unterbot. Der Markt für den Inter-State war also nicht groß und das Unternehmen blieb ein kleiner, regionaler Anbieter. Zum Touring kam 1916 ein Roadster zum gleichen Preis, und es gab auch geschlossene Versionen: Einen 5-plätzigen Sedan und ein 2-sitziges Coupé zu je nur USD 1050.-. Im folgenden Jahr wurde die Baureihe erneut erweitert. Ein etwas luxuriöserer Divided Seat Touring und ein 4-sitziger Roadster ergänzten das Angebot. Der Sedan kostete nun USD 1250.- und das Coupé entfiel. Dafür gab es den einzigen jemals gelisteten Lieferwagen der Marke. Der Deluxe Delivery war auf dem praktisch unveränderten Pkw-Fahrgestell aufgebaut und trug eine Nutzlast von 850 lb (385 kg). Er war mit einem Preis von USD 850.- ein attraktives Angebot für Kleingewerbler und Ladengeschäfte mit Hauslieferdienst. 1918 brachte zunächst wenig Änderungen, aber höhere Preise. Das Einsteigermodell war der 2-sitzige Roadster zu USD 875.-. Der Touring kostete USD 925.- und der 4-sitzige Roadster USD 950.-. Der Sedan hieß nun Touring Sedan und trug ein Preisschild von USD 1325.-; der Lieferwagen hieß schlicht Delivery Wagon und kostete USD 25.- mehr als im Vorjahr. Ford bot seinen Roadster 1918 immer noch für USD 345.- an und den Touring für USD 360.-.

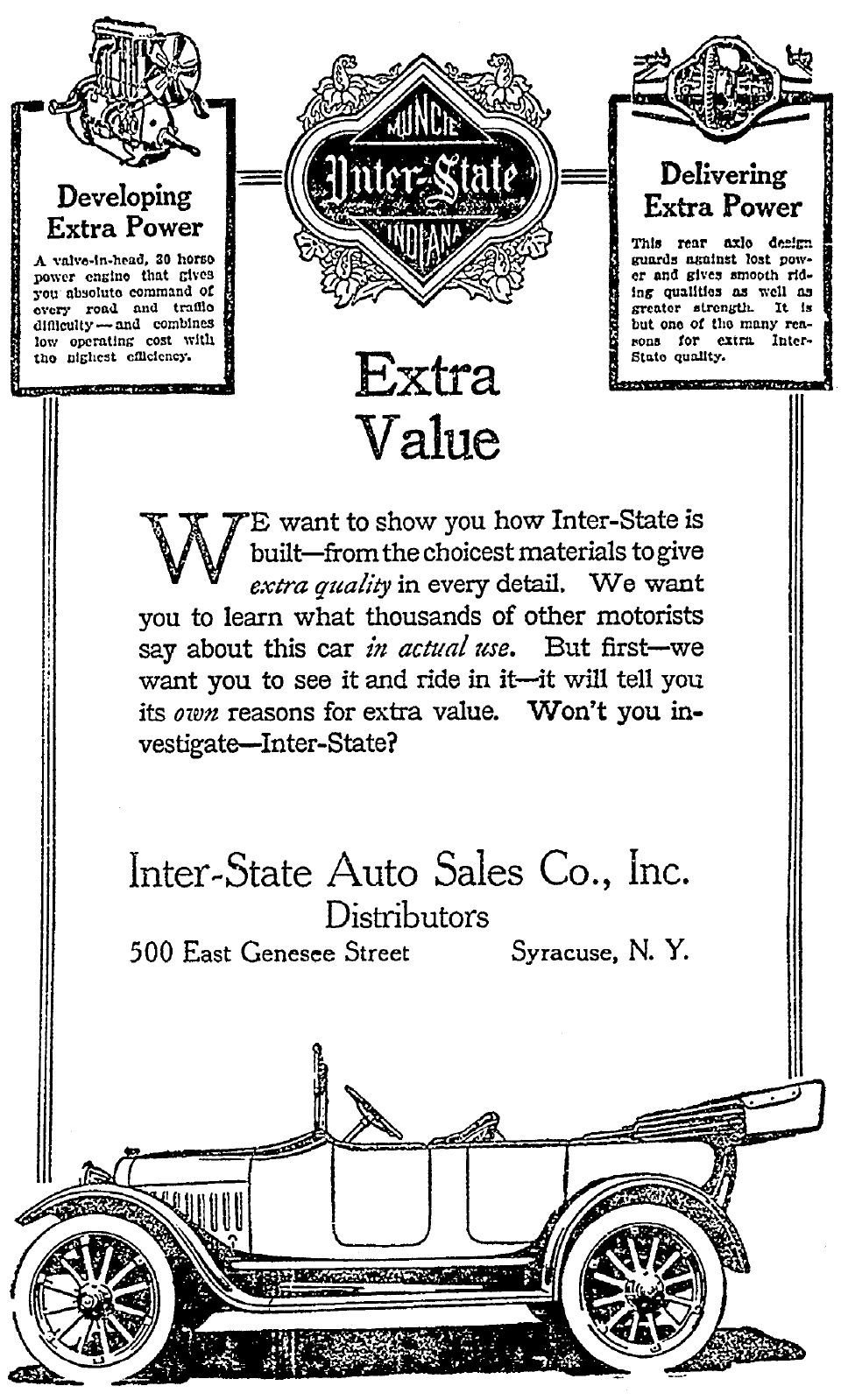
Diese Anzeige der New Yorker Inter-State-Vertretung für das Model T weist auf den ohv-Motor mit 30 bhp Leistung und die kraftschonende Hinterachskonstruktion für mehr Laufruhe hin (1916)

Mit einer Kriegserklärung an das Deutsche Reich vom 6. April 1917 wurden die USA Teilnehmer am Ersten Weltkrieg. Ende 1917 veranlasste das War Industries Board (W.I.B.) als zuständige Regierungsstelle die Rationierung kriegswichtiger Materialien. Dies traf die Fahrzeugindustrie unterschiedlich hart. Nutzfahrzeuge und wohl auch Traktoren wurden als wichtig eingestuft, Personenwagen (damals als pleasure cars, Vergnügungsfahrzeuge bezeichnet) erhielten jedoch eine gleich niedrige Prioritätsstufe wie Musikinstrumente, Pelzmäntel oder Parfum. Für kleinere Hersteller bedeutete dies einen faktischen Betriebsstillstand, der durchaus existenzbedrohend war. Wenngleich dies meist nicht der einzige Grund war, mussten auch deswegen mehrere Autobauer aufgeben. Auf diese Weise gingen seriöse Marken verloren wie Abbott, Pathfinder oder Lambert. Die Erhältlichkeit bestimmter Materialien und Bestandteile war jedoch nur ein Teil der kriegsbedingten Probleme. Dazu kam noch ein massives Transportproblem, weil das Militär das Schienennetz für die nicht priorisierte Wirtschaft praktisch blockierte. Es wurde also nicht nur zunehmend schwieriger, wichtige Bestandteile aufzutreiben, sondern auch deren Spedition innert nützlicher Frist zu organisieren. Dies galt auch für die Auslieferung fertiggestellter Fahrzeuge an die Kunden. In dieser Situation waren Rüstungsaufträge der Armee eine der wenigen Alternativen für Hersteller wie Inter-State. Dass komplette Lkw für die Armee gefertigt wurden, lässt sich nicht belegen; ebenso gehörte das Unternehmen auch nicht zum Verbund der 62 Nutzfahrzeug- und Komponentenhersteller, die den Liberty Truck entwickelten und herstellten.
Inter-State stellte im Mai 1918 auf Rüstungsaufträge um, wodurch es zu den ersten Betrieben in den USA gehörte, die dies veranlassten. Das Kriegsende im November 1918 kam eher überraschend, es war mit einer Fortsetzung des Krieges bis 1919 oder 1920 gerechnet worden. Entsprechend hatte auch die Regierung geplant, sodass es zu Auftragsannullierungen in großem Ausmaß kam. Verbunden mit einer extrem schlechten Zahlungsmoral der Regierung führte dies bei zahlreichen Unternehmen zu Zahlungsschwierigkeiten, so bei Lozier oder Simplex. Auch die Inter-State Automobile Company war davon hart betroffen. Im Februar 1919 hatte C. F. Ball die Öffentlichkeit informiert, dass eine Wiederaufnahme der Pkw-Produktion nach Abwicklung der verbliebenen Regierungsaufträge angestrebt werde. Bereits im März entschied er stattdessen, das Unternehmen zu verkaufen. Anfang 1920 erwarb General Motors die Werksanlagen, um hier den neuen Sheridan zu bauen.

### Ford-Lizenzbau?

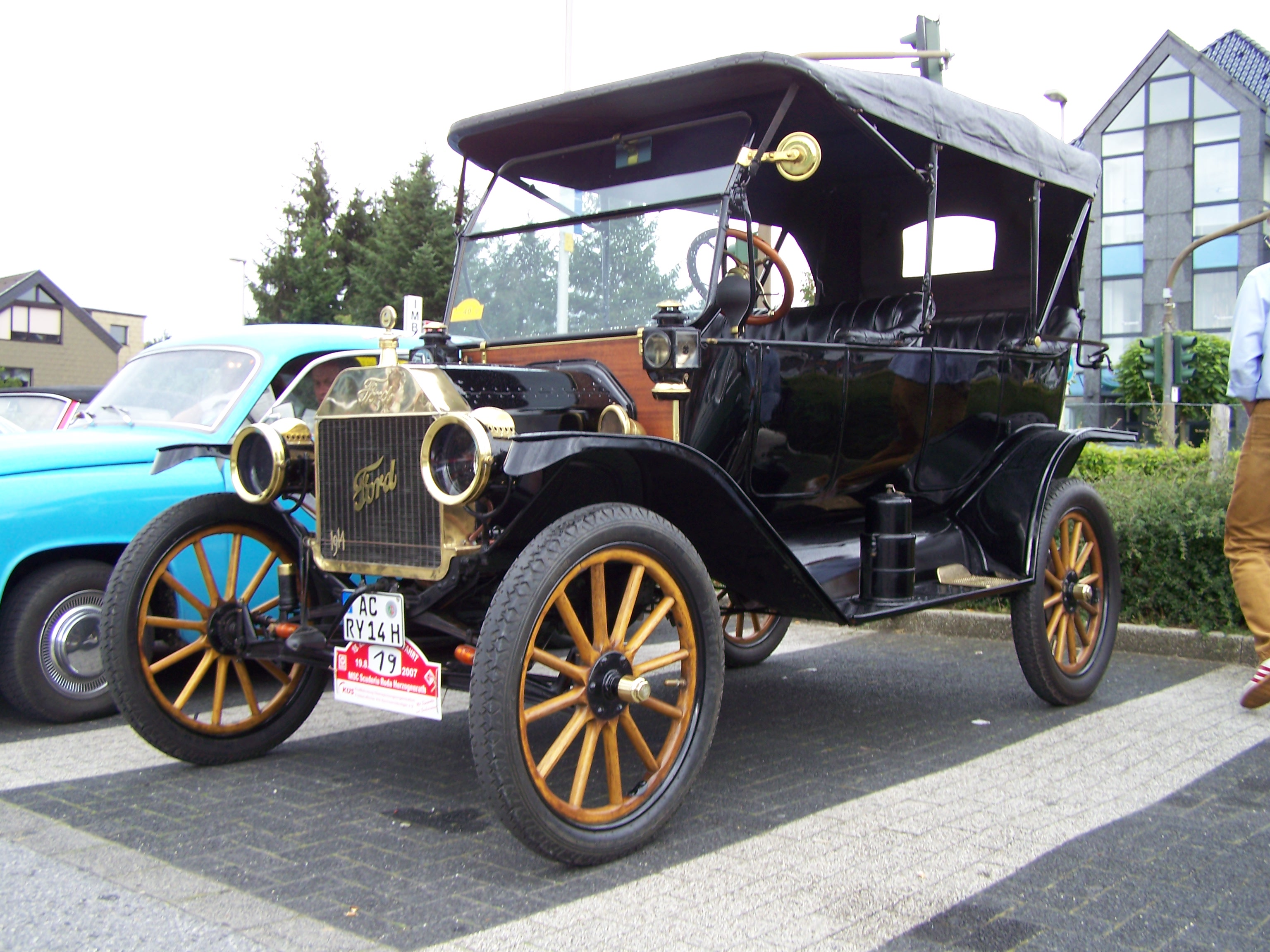
Ford Modell T Touring (1914)

Aufgrund der optischen Ähnlichkeit und wegen der Typenbezeichnung „T“, die aus heute nicht mehr nachvollziehbaren Gründen gewählt wurde und nicht in das markenübliche Schema passt, wird gelegentlich von einer Lizenzproduktion des Ford Modell T bei Inter-State gesprochen. Während nicht auszuschließen ist, dass Inter-State Ford-Patente genutzt hat, ist eine Lizenzfertigung des kompletten Automobils so unwahrscheinlich, dass sie ausgeschlossen werden kann. Der Motor des Inter-State Model T war zugekauft worden und wäre daher nicht von Inter-State zu lizenzieren gewesen. Auch sonst gibt es zu gewichtige technische Unterschiede, um von einem Nachbau zu sprechen. So hat das Ford Modell T zur Zeit der Markteinführung des Inter-State (1915) ein Zweigang-Planetengetriebe mit Handgas sowie je ein Pedal für Kupplung, Rückwärtsgang und die Fußbremse. Der Radstand misst nur 100 Zoll (2540 mm), die Aufhängung besteht aus quergestellten Halbelliptik-Blattfedern vorn und hinten und die Handbremse wirkt auf das Getriebe. Das Inter-State Model T hat ein konventionelles Dreiganggetriebe mit Konuskupplung mit den üblichen Pedalen, der Radstand beträgt 110 Zoll (2794 mm), die Aufhängung besteht aus jeweils längs angeordneten vorderen Halbelliptik- und hinteren Dreiviertelelliptik-Blattfedern und die Handbremse wirkt auch auf Bremstrommeln an der Hinterachse.
Letztlich entsprach eine solche Zusammenarbeit auch nicht den Intentionen von Henry Ford selber, der gerade erst die vollständige Kontrolle über sein Unternehmen erlangt hatte. Auch hier gibt es keine Hinweise auf solche Kooperationen mit anderen Lizenznehmern. Ford war im Gegenteil bemüht, das Unternehmen aus eigener Kraft wachsen zu lassen und gründete dazu Werke im In- und Ausland.

## Modellübersicht
| Modell             | Bauzeit | Motor                    | Hubraum c.i./cm³ | Leistung bhp/kW | Radstand Zoll/mm | Karosserie                    | Preise US$ | Bemerkungen                                |
| ------------------ | ------- | ------------------------ | ---------------- | --------------- | ---------------- | ----------------------------- | ---------- | ------------------------------------------ |
| 35/40 hp           | 1909    | R4 sv                    | 4649 / 283,7     | 35 / 26,1       | 112,0 / 2845     | Runabout, 4 Pl.               | 1750.-     | Kimes: Radstand 122 Zoll (3099 mm)         |
| 35/40 hp           | 1909    | R4 sv                    | 4649 / 283,7     | 35 / 26,1       | 112,0 / 2845     | Touring, 5 Pl.                | 1750.-     | Kimes: Radstand 122 Zoll (3099 mm)         |
| 35/40 hp           | 1909    | R4 sv                    | 4649 / 283,7     | 35 / 26,1       | 112,0 / 2845     | Demi-Tonneau                  | 1750.-     | Kimes: Radstand 122 Zoll (3099 mm)         |
| Forty Model 30     | 1910    | R4 sv                    | 5212 / 318,1     | 40 / 29,8       | 118,0 / 2997     | Touring, 5 Pl.                | 1750.-     |                                            |
| Forty Model 31     | 1910    | R4 sv                    | 5212 / 318,1     | 40 / 29,8       | 118,0 / 2997     | Demi-Tonneau, 4 Pl.           | 1750.-     |                                            |
| Forty Model 32     | 1910    | R4 sv                    | 5212 / 318,1     | 40 / 29,8       | 118,0 / 2997     | Roadster, 3 Pl.               | 1750.-     |                                            |
| Forty Model 33     | 1910    | R4 sv                    | 5212 / 318,1     | 40 / 29,8       | 118,0 / 2997     | Roadster, 4 Pl.               | 1750.-     |                                            |
| Forty Model 34     | 1910    | R4 sv                    | 5212 / 318,1     | 40 / 29,8       | 118,0 / 2997     | Torpedo, 4 Pl.                | 2000.-     |                                            |
| Forty Model 30-A   | 1911    | R4 sv                    | 5212 / 318,1     | 40 / 29,8       | 118,0 / 2997     | Touring, 5 Pl.                | 1750.-     |                                            |
| Forty Model 31-A   | 1911    | R4 sv                    | 5212 / 318,1     | 40 / 29,8       | 118,0 / 2997     | Demi-Tonneau, 4 Pl.           | 1750.-     |                                            |
| Forty Model 32-A   | 1911    | R4 sv                    | 5212 / 318,1     | 40 / 29,8       | 118,0 / 2997     | Roadster, 3 Pl.               | 1750.-     |                                            |
| Forty Model 33-A   | 1911    | R4 sv                    | 5212 / 318,1     | 40 / 29,8       | 118,0 / 2997     | Roadster, 4 Pl.               | 1750.-     |                                            |
| Forty Model 34-A   | 1911    | R4 sv                    | 5212 / 318,1     | 40 / 29,8       | 118,0 / 2997     | Torpedo, 4 Pl.                | 2000.-     |                                            |
| Fifty Model 35     | 1911    | R4                       | 6389 / 389,9     | 50 / 37,3       | 124,0 / 3150     | Touring, 7 Pl.                | 2700.-     | Motor nur 1911; unvollständige Daten.      |
| Thirty Model 30-A  | 1911    | R4 sv                    | 5212 / 318.1     | 30 / 22,4       | 118,0 / 2997     | Fore-door Touring, 5 Pl.      | 1750.-     |                                            |
| Thirty Model 32-A  | 1911    | R4 sv                    | 5212 / 318.1     | 30 / 22,4       | 118,0 / 2997     | Roadster                      | 1700.-     |                                            |
| Forty Model 40     | 1912    | R4 sv                    | 5734 / 349.9     | 40 / 29,8       | 118,0 / 2997     | Fore-door Touring, 5 Pl.      | 2400.-     |                                            |
| Forty Model 41     | 1912    | R4 sv                    | 5734 / 349.9     | 40 / 29,8       | 118,0 / 2997     | Fore-door Demi-Tonneau, 4 Pl. | 2400.-     |                                            |
| Forty Model 42     | 1912    | R4 sv                    | 5734 / 349.9     | 40 / 29,8       | 118,0 / 2997     | Fore-door Roadster, 2 Pl.     | 2400.-     |                                            |
| Fifty Model 50     | 1912    | R4 T-Kopf                | 7722 / 471.2     | 50 / 37,3       | 124,0 / 3150     | Fore-door Touring, 7 Pl.      | 3400.-     |                                            |
| Fifty Model 51     | 1912    | R4 T-Kopf                | 7722 / 471.2     | 50 / 37,3       | 124,0 / 3150     | Fore-door Demi-Tonneau        | 3400.-     |                                            |
| Fifty Model 52     | 1912    | R4 T-Kopf                | 7722 / 471.2     | 50 / 37,3       | 124,0 / 3150     | Fore-door Roadster            | 3400.-     |                                            |
| Model 45           | 1913    | R6 sv                    | 6178 / 377,0     | 38,4 (NACC)     | 132,0 / 3353     | Touring                       | 2750.-     | auch Hubraum 376,9 (6176 cm³)              |
| Model 45           | 1914    | R6 sv                    | 6178 / 377,0     | 38,4 (NACC)     | 132,0 / 3353     | Touring                       | 2750       | auch Hubraum 376,9 (6176 cm³)              |
| Model TR Series 71 | 1915    | R4 sv Rutenberg & Beaver | 3153 / 192,4     | 30 / 22,4       | 110,0 / 2794     | Touring, 5 Pl.                | 1000.-     | Motor 1915–1916; auch Rutenberger & Beaver |
| Model T Series 71  | 1916    | R4 sv Rutenberg & Beaver | 3153 / 192,4     | 30 / 22,4       | 110,0 / 2794     | Touring                       | 850.-      | Motor 1915–1916; auch Rutenberger & Beaver |
| Model T Series 71  | 1916    | R4 sv Rutenberg & Beaver | 3153 / 192,4     | 30 / 22,4       | 110,0 / 2794     | Roadster, 2 Pl.               | 850.-      | Motor 1915–1916; auch Rutenberger & Beaver |
| Model T Series 71  | 1916    | R4 sv Rutenberg & Beaver | 3153 / 192,4     | 30 / 22,4       | 110,0 / 2794     | Sedan, 5 Pl.                  | 1050.-     | Motor 1915–1916; auch Rutenberger & Beaver |
| Model T Series 71  | 1916    | R4 sv Rutenberg & Beaver | 3153 / 192,4     | 30 / 22,4       | 110,0 / 2794     | Coupé, 2 Pl.                  | 1050       | Motor 1915–1916; auch Rutenberger & Beaver |
| Model T            | 1917    | R4 ohv Beaver            | 3153 / 192,4     | 31 / 23.1       | 110,0 / 2794     | Touring, 5 Pl.                | 850.-      |                                            |
| Model T            | 1917    | R4 ohv Beaver            | 3153 / 192,4     | 31 / 23.1       | 110,0 / 2794     | Roadster, 2 Pl.               | 850.-      |                                            |
| Model T            | 1917    | R4 ohv Beaver            | 3153 / 192,4     | 31 / 23.1       | 110,0 / 2794     | Divided Seat Touring, 5 Pl.   | 895.-      |                                            |
| Model T            | 1917    | R4 ohv Beaver            | 3153 / 192,4     | 31 / 23.1       | 110,0 / 2794     | Roadster, 4 Pl.               | 895.-      |                                            |
| Model T            | 1917    | R4 ohv Beaver            | 3153 / 192,4     | 31 / 23.1       | 110,0 / 2794     | Sedan, 5 Pl.                  | 1250.-     |                                            |
| Model T            | 1917    | R4 ohv Beaver            | 3153 / 192,4     | 31 / 23.1       | 110,0 / 2794     | Deluxe Delivery               | 850.-      |                                            |
| Model T            | 1918    | R4 ohv Beaver            | 3153 / 192,4     | 31 / 23.1       | 110,0 / 2794     | Touring, 5 Pl.                | 925.-      |                                            |
| Model T            | 1918    | R4 ohv Beaver            | 3153 / 192,4     | 31 / 23.1       | 110,0 / 2794     | Roadster, 2 Pl.               | 875.-      |                                            |
| Model T            | 1918    | R4 ohv Beaver            | 3153 / 192,4     | 31 / 23.1       | 110,0 / 2794     | Roadster, 4 Pl.               | 950.-      |                                            |
| Model T            | 1918    | R4 ohv Beaver            | 3153 / 192,4     | 31 / 23.1       | 110,0 / 2794     | Touring Sedan, 5 Pl.          | 1325.-     |                                            |
| Model T            | 1918    | R4 ohv Beaver            | 3153 / 192,4     | 31 / 23.1       | 110,0 / 2794     | Delivery Wagon                | 875.-      |                                            |

Die Angaben in dieser Tabelle wurden aus mehreren Quellen zusammengestellt und umgerechnet. Dass die Leistung des Sechszylinders Model 45 45 bhp (33,6 kW) betrug, kann angenommen werden, ist aber nicht durch Quellen belegbar.

## Produktionszahlen
| Modelljahr | Stückzahl |
| ---------- | --------- |
| 1909       | 323       |
| 1910       | 627       |
| 1911       | 839       |
| 1912       | 1012      |
| 1913       | 614       |
| 1914       | 117       |
| 1915       | 1123      |
| 1916       | 1238      |
| 1917       | 1413      |
| 1918       | 876       |
| Total      | 8182      |

Die nebenstehenden Produktionszahlen nach Modelljahr beruhen auf Angaben der Automobilhistoriker Beverly Rae Kimes und Henry Austin Clark, jr. im Standard Catalogue of American Cars 1805–1942.
Außer im verkürzten Modelljahr 1918 schaffte Model T stets eine Stückzahl zwischen 1100 und 1400 Einheiten pro Jahr und lag damit höher als das beste Jahr der Vorgängermarke (1912). Ob sich damit die Produktion des für größere Stückzahlen konzipierten T rechnete, ist ungeklärt.

## Rennsport
Ein Bulldog 50 genannter Rennwagen nahm an der ersten Austragung der 500 Meilen von Indianapolis teil. Gefahren von Harry Endicott (1883–1913), belegte er den 16. Schlussrang und verfehlte damit einen Geldpreis. Endicott war der Bruder des bekannteren Rennfahrers William „Farmer Bill“ Endicott (1876–1944), der am gleichen Rennen teilnahm. Harry Endicott kam 1913 bei einem Autounfall ums Leben.

## Inter-State heute

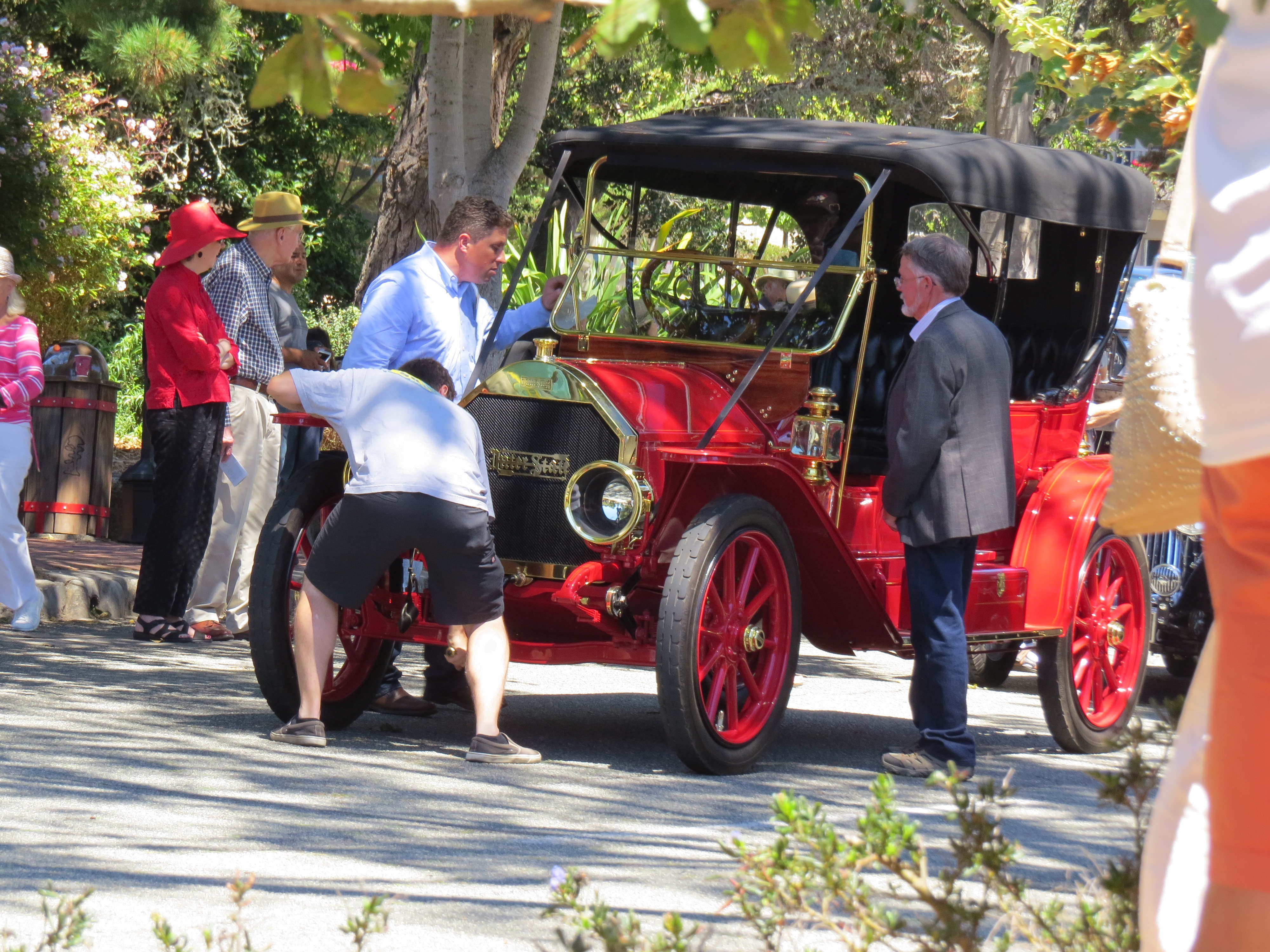
Ein Inter-State Forty Model 31-A Demi-Touring von 1911 an der Carmel Tour d'Elegance 2015.

Mehrere Inter-State existieren noch. Der bekannteste davon ist wohl der Bulldog 50 Rennwagen von 1911. Bekannt sind außerdem ein Forty Model 31-A Demi-Tonneau von 1911 und ein Sechszylinder Model 45 7-passenger Touring mit der Fahrgestellnummer 6668. 2010 waren zudem sechs existierende Inter-State T-Modelle bekannt. Dem Informationsaustausch unter den wenigen Besitzern eines Inter-State dient die Inter-State Motor Car Registry.